# تیم ملی والیبال زنان ایالات متحده آمریکا
تیم ملی والیبال زنان ایالات متحده آمریکا تیم والیبال بین‌المللی است که به نمایندگی از کشور آمریکا به میدان می‌رود. این تیم زیر نظر فدراسیون والیبال آمریکا فعالیت می‌کند.
این تیم یکی از قدرتمندترین تیم‌های جهان به شمار می‌رود و تا ۲۰۲۲ قهرمان تمام دوره های لیگ ملت ی والیبال زنان شده و قهرمان والیبال المپیک ۲۰۲۰ نیز شده است 
آمریکا به عنوان پر افتخار ترین تیم دهه اخیر والیبال و یکی از بهترین تیم های تاریخ والیبال زنان شناخته می شود